# Aarón Sandoval
Aarón Alexis Sandoval Ulibarri (n. Ciudad de México, México, 11 de septiembre de 1993) es un futbolista mexicano que juega como defensa en el Alacranes de Durango de la Serie A de México. Debutó el 24 de julio de 2011 en un Pumas 2-0 San Luis.

## Clubes
| Club                   | País   | Año         |
| ---------------------- | ------ | ----------- |
| Atlético Coatzacoalcos | México | 2011-2013   |
| Pumas UNAM             | México | 2013 - 2014 |
| Villarreal "B"         | España | 2014        |
| Real Cuautitlán        | México | 2015        |
| Santos Laguna "B"      | México | 2015 - 2016 |
| Reynosa FC             | México | 2016        |
| AEM Fútbol Club        | México | 2017        |
| Alacranes de Durango   | México | 2018 -      |